# Smrk (Moravskoslezské Beskydy)

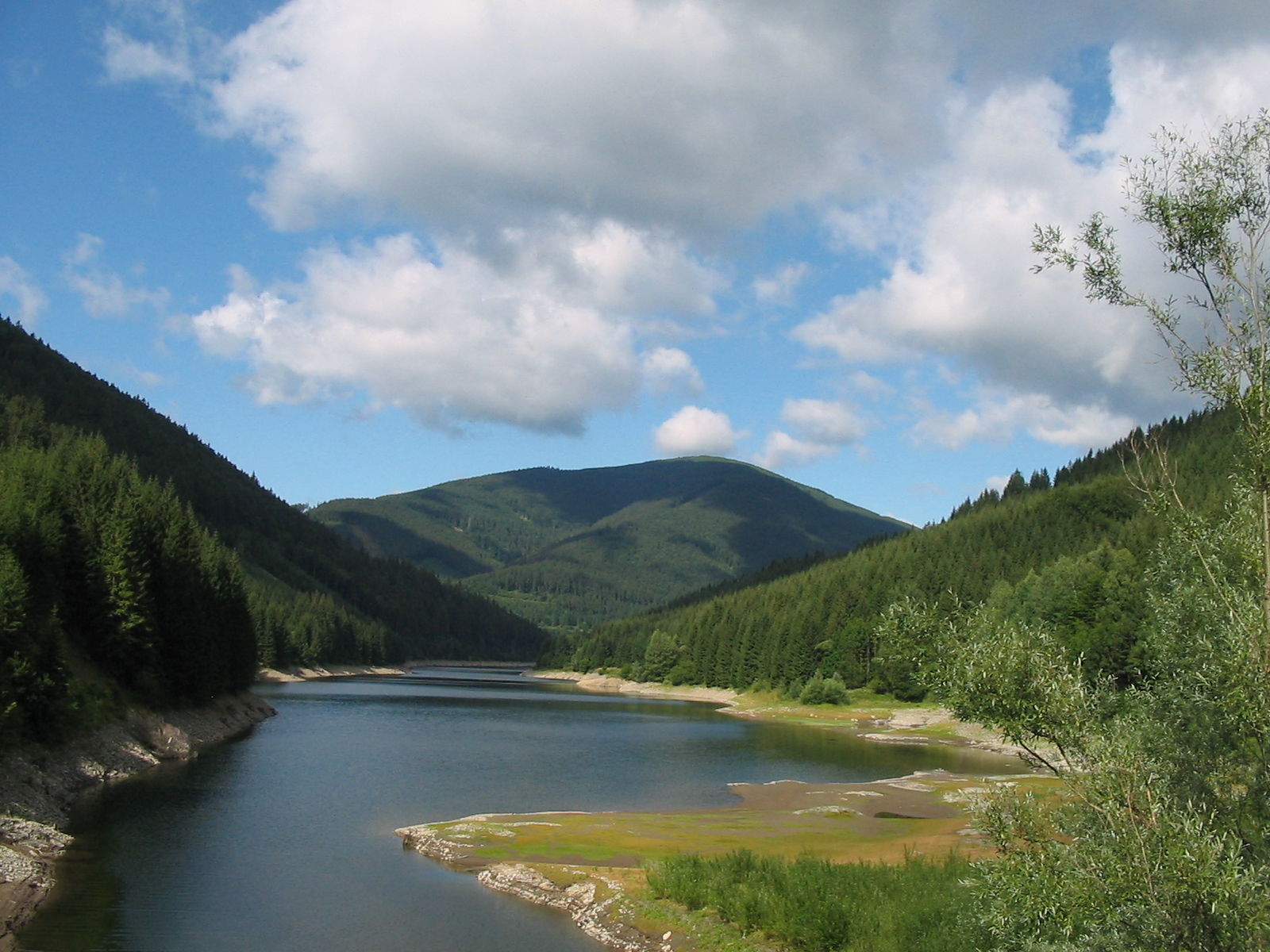
Masív hory Smrk a rameno přehrady Šance-Řečice

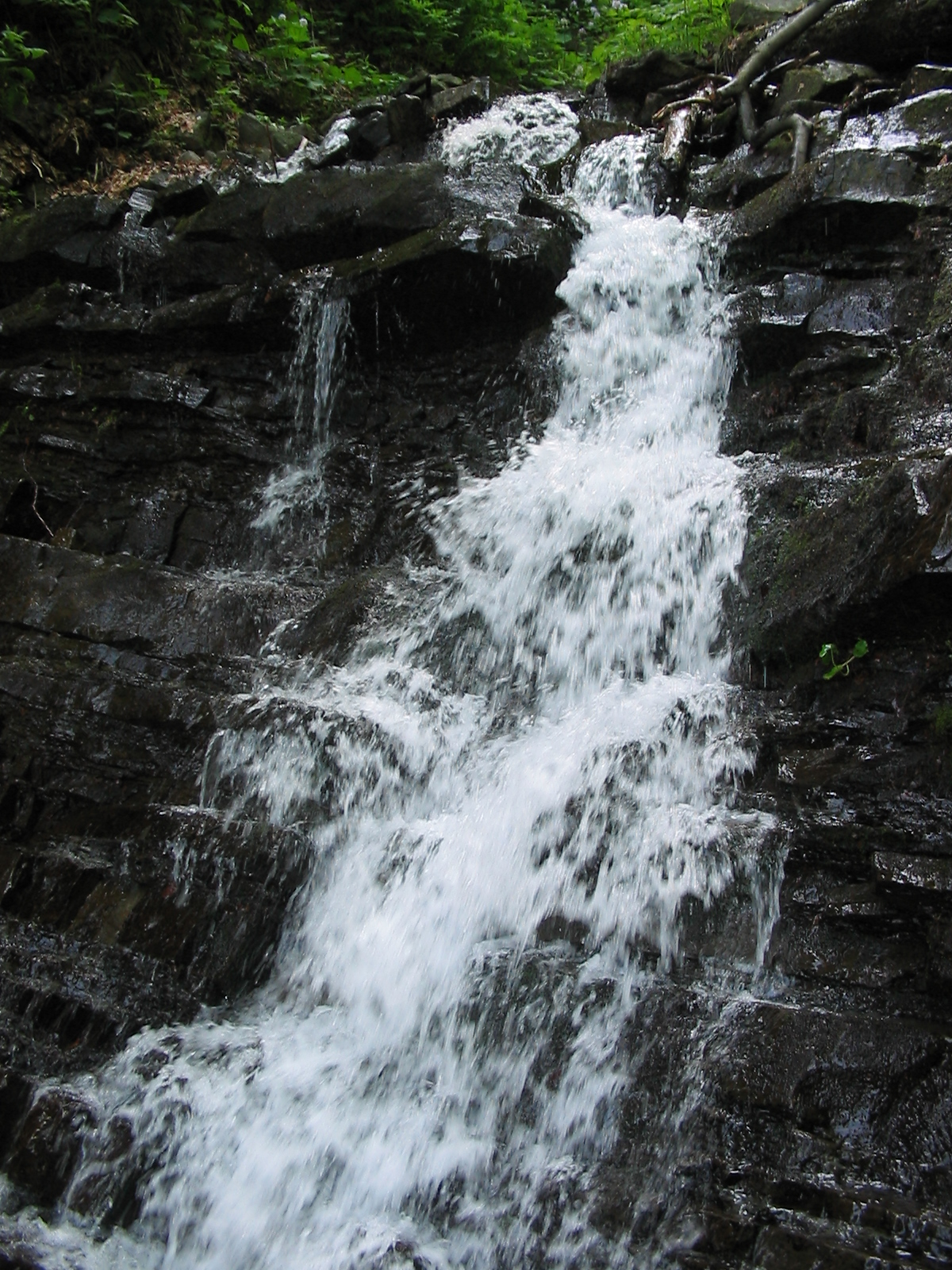
Bučací vodopády v úbočí Smrku

Smrk (také Velký Smrk; německy Smrk-Berg) je po Lysé hoře druhou nejvyšší horou Moravskoslezských Beskyd. Leží mezi obcemi Ostravice a Čeladná, ze kterých je vrchol Smrku přístupný po značených turistických cestách. V jeho masívu najdeme i několik menších vrcholů: Malý Smrk (1174 m – v podstatě druhý vrchol, 1 km VSV od hlavního vrcholu), Smrček a Malý Smrček. V horních částech masívu nejsou žádné horské chaty a hotely. Na nejvyšším bodě je uložena vrcholová kniha.

## Příroda
V kotli Bučacího potoka, v nadmořské výšce cca 800 m se nachází Bučací vodopády, jedny z největších kaskádových vodopádů v této části Karpat. Dva hlavní měří společně asi 10 m, celková výška asi 40 m. Celé široké okolí vodopádů je od roku 2004 přírodní rezervací o rozloze 35 ha přístupnou po turisticky neznačené lesní cestě. Dalšími přírodními rezervacemi v masivu Smrku jsou přírodní rezervace Smrk, Malý Smrk, Studenčany a na jižním okraji přírodní rezervace V Podolánkách. Rezervace vznikly v letech 1996–2004 a největší z nich je přírodní rezervace Smrk. Ve většině převládají smrkové lesy s příměsí buků a jedlí, místy jeřáb a javor. Běžnými bylinami jsou bika a třtina chloupkatá, z trvalejších rostlin kapradiny a brusnice borůvky. Navzdory přísné ochraně patří masív Smrku k atraktivním borůvkářským oblastem Beskyd. Vrcholové části hory v minulosti vážně poškodily imise a převládá na nich mrtvý, postupně se obnovující les. Nedaleko vrcholu se nachází mrazový srub.

## Lidové pomníky
V dobách normalizace vznikly na hřebeni Smrku lidové pomníčky studenta Jana Palacha a zpěváka Johna Lennona: místo setkávání tehdejšího beskydského a podbeskydského disentu. V roce 2004 ke dvěma předešlým přibyl i kamenný pomník věnovaný památce hokejisty a hokejového trenéra Ivana Hlinky.
Na Smrku má v místě kde zemřel pamětní desku Josef Bierský.

## Vrcholy
Necelý 1 km JJZ od hlavního vrcholu, přímo na červeně značené cestě, se na hřbetnici nachází nízká vyvýšenina, kterou autoři projektu Tisícovky Čech, Moravy a Slezska pojmenovali Smrk - J vrchol (1248 m, souřadnice 49°30′6″ s. š., 18°21′54″ v. d.). Na starších mapách II. a III. vojenského mapování se označoval jako Smrk nad Kořenem, resp. Smrk nad Studenčany.

## Lavina
Dne 25. ledna 2006 spadla na Smrku lavina a obětí se stal lyžař. Stala se první zaznamenanou lavinou v Beskydech s tragickými následky.

## Přístup
Na Smrk vede několik značených turistických cest:
 červená, hlavní trasa na Smrk z Ostravice (autobusová a vlaková zastávka, parkoviště) na Čeladnou (autobusová a vlaková zastávka, parkoviště) a naopak
 modrá, z Bobku na Bílé, kolem kostela na Bílé, (autobusová zastávka, parkoviště) na Velký potok na Starých Hamrech (autobusová zastávka, parkoviště) až k rozcestí Pod Malý Smrkem
 žlutá, z přehrady Šance-Řečice na Starých Hamrech (parkoviště) k rozcestí Sedlo Smrku skalami Na Růžanci
 neznačená asfaltová a lesní cesta, od mostu přes Bučací potok (parkoviště) k rozcesti Nad Holubčankou kolem Bučacích vodopádů